# 2014-es magyar fedett pályás atlétikai bajnokság
A 2014-es magyar fedett pályás atlétikai bajnokság a 40. bajnokság volt. A többpróba számait február 15–16-án tartották a Syma Csarnokban.

## Eredmények

### Férfiak
| Versenyszám      | Arany                                                                 | Arany    | Ezüst                                                              | Ezüst    | Bronz                                                          | Bronz    |
| ---------------- | --------------------------------------------------------------------- | -------- | ------------------------------------------------------------------ | -------- | -------------------------------------------------------------- | -------- |
| 60 m             | Sipos János Szolnoki MÁV                                              | 6,85     | Bézsenyi Gergely Bp. Honvéd                                        | 6,86     | Ónodi Dávid Nyírsuli                                           | 6,86     |
| 200 m            | Ónodi Dávid Nyírsuli                                                  | 21,65    | Kása Tibor Haladás VSE                                             | 21,80    | Bézsenyi Gergely Bp. Honvéd                                    | 21,88    |
| 400 m            | Kovács Zoltán Gödöllői EAC                                            | 48,47    | Móricz Bálint Haladás VSE                                          | 48,69    | Takács Dávid VEDAC                                             | 49,22    |
| 800 m            | Kazi Tamás Debreceni SC-SI                                            | 1:50,07  | Tulok Mátyás Újpesti TE                                            | 1:50,64  | Takács Dávid VEDAC                                             | 1:50,64  |
| 1500 m           | Kazi Tamás Debreceni SC-SI                                            | 4:02,54  | Tulok Mátyás Újpesti TE                                            | 4:02,95  | Szemeti Péter Újpesti TE                                       | 4:03,12  |
| 3000 m           | Minczér Albert VEDAC                                                  | 8:15,22  | Tábor Miklós Békéscsabai AC                                        | 8:26,94  | Dani Áron BEAC                                                 | 8:27,84  |
| 4 × 400 m        | Pozsgai Dániel Mucsi Róbert Tarlukács Ádám Kovács Zoltán GödöllőI EAC | 3:17,42  | Tamási Ottó Mohácsi Soma Szeitz László Füredi Bence Kecskeméti ARC | 3:21,19  | Kiss Gergő Xavér Takács Dávid Szögi István Bartha László VEDAC | 3:21,20  |
| 60 m gát         | Baji Balázs Békéscsabai AC                                            | 7,70     | Kiss Dániel Ikarus BSE                                             | 7,78     | Szűcs Valdó Zalaegerszegi AC                                   | 7,97     |
| 5000 m gyaloglás | Helebrandt Máté Nyírsuli                                              | 20:08,89 | Rácz Sándor Újpesti TE                                             | 20:32,01 | Venyercsán Bence Bp. Honvéd                                    | 20:40,99 |
| magasugrás       | Bakosi Péter Nyírsuli                                                 | 2,15 m   | Jankovics Dániel KSI                                               | 2,12 m   | Gerencsér Ádám Tatabányai SC                                   | 2,12 m   |
| rúdugrás         | Szabó Dezső Győri AC                                                  | 5,15 m   | Kéri Tamás Ikarus BSE                                              | 4,70 m   | Kecskés Levente Ikarus BSE                                     | 4,70 m   |
| távolugrás       | Szabó László Ferencvárosi TC                                          | 7,35 m   | Szabó Dezső Győri AC                                               | 7,34 m   | Lesku Norbert Nyírsuli                                         | 7,18 m   |
| hármasugrás      | Galambos Tibor Ferencvárosi TC                                        | 15,51 m  | László Dávid Alba Regia AK                                         | 15,28 m  | Pál Robin Nyírsuli                                             | 15,14 m  |
| súlylökés        | Páli Viktor VEDAC                                                     | 17,76 m  | Rakovszky Tibor KSI                                                | 16,53 m  | Simon Péter Bp. Honvéd                                         | 16,30 m  |
| hétpróba         | Zsivoczky Attila Kecskeméti ARC                                       | 5448     | Hódosi Máté Kecskeméti ARC                                         | 5308     | Galambos Zsolt KSI                                             | 5059     |

### Nők
| Versenyszám      | Arany                                                           | Arany    | Ezüst                                                           | Ezüst    | Bronz                                                                  | Bronz    |
| ---------------- | --------------------------------------------------------------- | -------- | --------------------------------------------------------------- | -------- | ---------------------------------------------------------------------- | -------- |
| 60 m             | Kaptur Éva Gödöllői EAC                                         | 7,48     | Sorok Klaudia Győri AC                                          | 7,64     | Guba Liliána Szolnoki MÁV                                              | 7,67     |
| 200 m            | Kaptur Éva Gödöllői EAC                                         | 24,35    | Guba Liliána Szolnoki MÁV                                       | 24,38    | Ferenczi Melinda Zalaegerszegi AC                                      | 24,89    |
| 400 m            | Kéri Bianka VEDAC                                               | 55,13    | Palásti Luca Nyírsuli                                           | 55,81    | Kálmán Csenge Gödöllői EAC                                             | 56,86    |
| 800 m            | Gyürkés Viktória Ikarus BSE                                     | 2:09,17  | Kenesei Zsanett BEAC                                            | 2:09,88  | Aradi Bernadett Debreceni SC-SI                                        | 2:12,47  |
| 1500 m           | Kenesei Zsanett BEAC                                            | 4:29,08  | Kószás Kriszta Győri AC                                         | 4:30,64  | Kácser Zita Békéscsabai AC                                             | 4:31,84  |
| 3000 m           | Erdélyi Zófia Újpesti TE                                        | 9:37,26  | Kácser Zita Békéscsabai AC                                      | 9:43,87  | Czebei Réka Újpesti TE                                                 | 9:55,14  |
| 4 × 400 m        | Répási Petra Kaptur Éva Torma Evelin Kálmán Csenge Gödöllői EAC | 3:49,38  | Göncz Anna Steieelein Jennifer Farsang Evelin Kéri Bianka VEDAC | 3:54,36  | Szarvas Dóra Aradi Bernadett Tácsik Anna Sárkány Fanni Debreceni SC-SI | 3:56,94  |
| 60 m gát         | Krizsán Xénia Bp. Honvéd                                        | 8,56     | Kozák Luca Debreceni SC-SI                                      | 8,57     | Zsivoczky-Farkas Györgyi Bp. Honvéd                                    | 8,71     |
| 3000 m gyaloglás | Madarász Viktória Újpesti TE                                    | 12:31,78 | Kovács Barbara Békéscsabai AC                                   | 13:44,17 | Lengyel Marianna Békéscsabai AC                                        | 13:44,31 |
| magasugrás       | Bihari Patricia KSI                                             | 1,83 m   | Zsivoczky-Farkas Györgyi Bp. Honvéd                             | 1,83 m   | Erős Enikő Ferencvárosi TC                                             | 1,76 m   |
| rúdugrás         | Szabó Diána Bp. Honvéd                                          | 3,90 m   | Kiss Réka Bp. Honvéd                                            | 3,70 m   | Szűcs Krisztina Bp. Honvéd                                             | 3,60 m   |
| távolugrás       | Schmelcz Fanny Kecskeméti ARC                                   | 6,29 m   | Krizsán Xénia Bp. Honvéd                                        | 6,08 m   | Zsivoczky-Farkas Györgyi Bp. Honvéd                                    | 6,00 m   |
| hármasugrás      | Hoffer Krisztina Tatabányai SC                                  | 12,76 m  | Indaia Ivett Kecskeméti ARC                                     | 12,39 m  | Vild Olívia Ferencvárosi TC                                            | 12,26 m  |
| súlylökés        | Márton Anita Titán TC                                           | 17,76 m  | Zsivoczky-Farkas Györgyi Bp. Honvéd                             | 13,63 m  | Lukóczki Nárcisz Békéscsabai AC                                        | 13,46 m  |
| ötpróba          | Krizsán Xénia Bp. Honvéd                                        | 4185     | Czuth Réka Pécsi VSK                                            | 3837     | Huszka Nóra Kecskeméti ARC                                             | 3511     |